# Guina
Guina, pseudonimo di Aguinaldo Roberto Gallon (Ribeirão Preto, 4 febbraio 1958), è un ex calciatore brasiliano, di ruolo centrocampista.

## Caratteristiche tecniche
Giocava come centrocampista, ricoprendo il ruolo di trequartista.

## Carriera

### Club
Cresciuto nel settore giovanile del Comercial di Ribeirão Preto, vi debuttò nel corso del campionato statale del 1976: dopo quattro incontri, fu acquistato dal Vasco da Gama. Con la società di Rio de Janeiro fece il suo esordio nella prima divisione nazionale il 16 ottobre 1977 contro l'Americano, subentrando a Wilsinho per volontà dell'allenatore Orlando Fantoni. Proseguì la stagione scendendo in campo per altre sedici volte, segnando il suo primo gol nel 5-1 del Vasco contro il Caxias. Nell'annata successiva risaltò per l'efficacia realizzativa, mettendo al suo attivo otto reti in ventisei incontri. Nel 1979 il Vasco raggiunse la finale, e Guina giocò da titolare nell'incontro d'andata, perso contro l'Internacional. Lasciò la compagine cruzmaltina per trasferirsi in Europa, attirato dall'offerta del Real Murcia per andare a giocare in Spagna. Disputò oltre cento gare con la maglia rossa murciana, prevalentemente in Primera División (disputò una stagione in Segunda División nel 1985-1986, riconquistando la massima serie). Al termine della Primera División spagnola 1986-1987 venne ceduto al Tenerife, formazione che militava in serie cadetta,con cui rimase fino al 1989-1990, l'anno del ritorno del club nella Liga. Giocò l'ultima annata all'Elche, in seconda divisione, per poi andare a giocare nel Chūō Bōhan in Giappone. Si ritirò nel 1993 nel Manauense, dopo una stagione al São Caetano e l'altra al Botafogo di Ribeirão Preto.

### Nazionale
Guina prese parte al campionato del mondo Under-20 1977: convocato dal commissario tecnico Evaristo de Macedo, gli venne assegnata la maglia numero 10. Debuttò nella competizione il 27 giugno 1977 a Susa contro l'Iran under 20, segnando tre delle cinque reti realizzate dalla sua formazione contro la compagine asiatica. Fu poi presente da titolare nel seguente incontro, contro la Costa d'Avorio under 20; tornò al gol il 3 luglio contro l'Italia under 20, marcando la prima segnatura all'undicesimo minuto. La partita terminò 2-0, con l'altra rete a firma di Paulinho. Eliminata dal Messico under 20 in semifinale, la selezione brasiliana approdò al match per il terzo posto, vinto per 4-0 contro l'Uruguay under 20. Le quattro marcature realizzate permisero a Guina di divenire capocannoniere della manifestazione. Debuttò in Nazionale maggiore durante la gestione di Cláudio Coutinho, il 31 maggio 1979 nell'amichevole del Maracanã contro l'Uruguay, subentrando a Toninho Cerezo. Fu poi presente in un'ulteriore partita, stavolta non ufficiale, contro una selezione dello stato di Bahia il 5 luglio dello stesso anno.

## Palmarès

### Club
- Campionato Carioca: 1

Vasco da Gama: 1977

### Individuale
- Scarpa d'oro del campionato del mondo Under-20: 1

Tunisia 1977 (4 gol)